# Университетский устав 1884 года
Общий Уста́в университетов 1884 года — правовой акт Российской империи, определявший устройство и порядки в университетах империи. Был принят 15 (27) августа 1884 года.
Разработка нового университетского устава преследовала цель «улучшения университетского образования и приближения его к потребностям государства и народа в духе истинного просвещения». Проект нового устава был внесён на рассмотрение Государственного совета ещё 6 февраля 1880 года. Вокруг него возникла острая полемика.
Уставом значительно повышалась роль попечителя учебного округа и ректора университета, который теперь избирался министром народного просвещения. Права Советов были сведены до минимума. Выбор деканов факультетов теперь был возложен на попечителя округа вместо собрания факультета и срок избрания был увеличен с трёх до четырёх лет. 
В Уставе появился ряд норм, характерных для европейского опыта:
- разработка факультетами двух и более существенно различавшихся учебных планов, предлагаемых студенту на выбор; выполнение усложнённого или облегчённого планов соответствовало 1-й и 2-й степеням диплома и, соответственно, присвоением выпускнику 10 или 12 класса табели о рангах.
- Уставом впервые предусматривалась конкурсная система отбора лекторов-профессоров, в которой наряду с профессорами могли участвовать приват-доценты.
- студенты могли выбирать преподавателя, лекции и практические занятия которого они предпочитают посещать.
- вводилась распространённая на Западе практика зачёта полугодий, нацеливавшая студентов на ответственную самостоятельную работу.

## Рекомендуемая литература
- Уставы Московского университета, 1755—2005: [сборник] / [авт.-сост. Гена Е. И.] — М.: Империум Пресс, 2005. — 479 с. — ISBN 5-98179-031-8.
- Щетинина Г. И. Университеты в России и устав 1884 года. — М., 1976.
- Щетинина Г. И. Университеты и общественное движение в России в пореформенный период // «Исторические записки». — 1969. — Т.84.
- Сравнительная таблица уставов университетов 1884, 1863, 1835 и 1804 гг. — СПб.: типо-лит. С.-Петерб. тюрьмы, 1901. — 270 стб.